# Calligonum zaidamense
Calligonum zaidamense Losinsk. – gatunek rośliny z rodziny rdestowatych (Polygonaceae Juss.). Występuje naturalnie w Chinach – w prowincji Qinghai oraz regionie autonomicznym Sinciang. 

## Morfologia
PokrójZrzucający liście krzew dorastający do 0,5–2 m wysokości.
KwiatyZebrane po 2–3 w pęczki, rozwijają się w kątach pędów.
OwoceMają elipsoidalny kształt, osiągają 10–17 mm długości oraz 8–15 mm szerokości.

## Biologia i ekologia
Rośnie na pustyniach oraz wydmach. Występuje na wysokości od 1500 do 2700 m n.p.m. Kwitnie w lipcu.